# Aconitum gymnandrum
Aconitum gymnandrum är en ranunkelväxtart som beskrevs av Carl Maximowicz. Aconitum gymnandrum ingår i släktet stormhattar, och familjen ranunkelväxter. Inga underarter finns listade i Catalogue of Life.